# Walter Vidarte

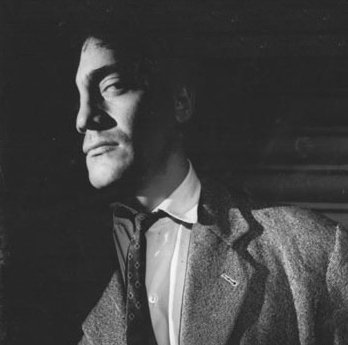

Walter Vidarte (Montevidéu, 18 de julho de 1931 - 29 de outubro de 2011) foi um ator uruguaio. Ele apareceu em 83 filmes e programas de televisão entre os anos de 1958 e 2011. Vidarte estrelou o filme Circe, o qual foi celebrado no 14º Festival Internacional de Cinema de Berlim.

## Filmografia selecionada
- Procesado 1040 (1958)
- Alias Gardelito (1961)
- The Venerable Ones (1962)
- Circe (1964)
- The Escaped (1964)
- The Truce (1974)
- Akelarre (1984)
- The Night of the Sunflowers (2006)